# التهاب الجلد
التهاب الجلد هو مصطلح يطلق على عدد من أمراض الجلد المختلفة، الشيء الأساسي، المشترك بينها هو السيرورة المرضية -أي الالتهاب - التي تؤدي إلى ظهور الأعراض والظواهر السريرية الأساسية في المرض.

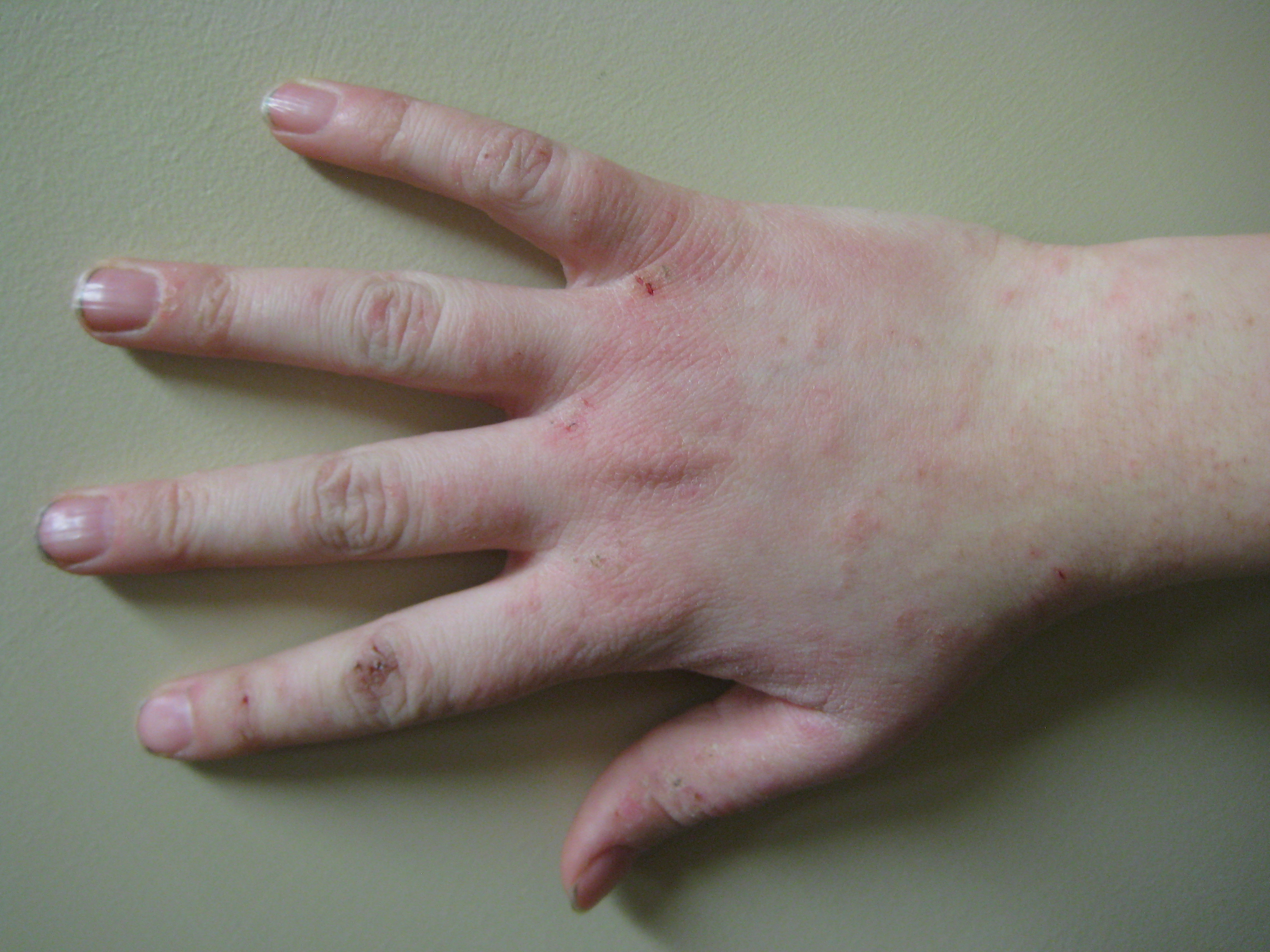
التهاب الجلد على اليد

## أصل الكلمة
التهاب الجلد مستمد من اليونانية ديرما «اΔερματίτιδα» «التهاب».
كما هو الالتهاب في أي عضو آخر من أعضاء الجسم، يعتبر توسع الاوعية الدموية بداية للالتهاب. وفي حالة التهابات الجلد، هذه الاوعية الدموية أي الشرايين الدقيقة و (الشعيرات الدموية - Arteriola) الموجودة في داخل الجلد. هذا التوسع يظهر في الجلد على شكل بقع حمراء اللون (حماميات - Erythema) في المنطقة المصابة. وقد يظهر التهاب الجلد هذا، مثلا، بعد التعرض لاشعة الشمس. وحين تكون ردة الفعل (الالتهاب) خفيفة، لا تحتاج إلى أي علاج، إذ تزول هذه الحماميات وتختفي، تلقائيا، بعد فترة قصيرة.

## الأنواع

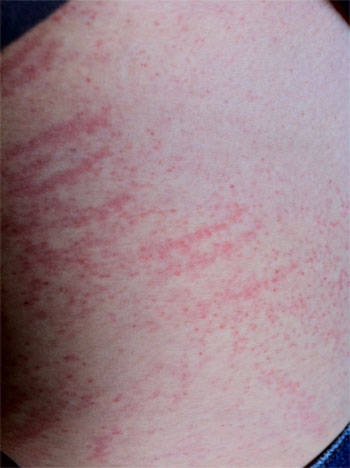
بعض اعراض الطفح

- -التهاب الجلد التماسي: هو ردة فعل الجلد الناتجة عن التعرض للمهيجات والمحسسات لمرة واحدة أو لعدة مرات. حسابات مهيج أكزيما التماس 80% من جميع حالات التهاب الجلد التماسي.[3]
- -التهاب الجلد التأتبي: (وهو نوع من الأكزيما): وهي التهابات جلدية مزمنة ومنتكسة، وهي من الأمراض الجلدية الغير معدية المسببة للحكة.ويمثل 10% -20% من جميع الحالات إلى الأمراض الجلدية والتناسلية.[4] الأشخاص الذين يعيشون في المناطق الحضرية مع انخفاض الرطوبة هم أكثر عرضة للإصابة بهذا النوع من التهاب الجلد.
- -التهاب الجلد الحلئي: يظهر نتيجة لحالة الجهاز الهضمي، والمعروفة باسم مرض الاضطرابات الهضمية.

التهاب الجلد الدهني: هو أكثر شيوعاً في الأطفال الرضع والأفراد في ما بين 30 و70 سنة. يتأثر به في المقام الأول الرجال ويحدث في 85% من الأشخاص الذين يعانون من الإيدز.
- -التهاب الجلد الدرهمي: أوالأكزيما القرصية.هو نوع أقل شيوعا من التهاب الجلد، مع عدم وجود سبب معروف والذي يميل للظهور بشكل متكرر أكثر في منتصف العمر.حالة جلدية يمكن أن تحدث في أيّ عمر.
- -التهاب الجلد الركودي: هو التهاب في الجزء الأسفل من الساقين الذي ينجم عن تكديس من الدم والسوائل وأنه أكثر احتمالا أن تحدث في الناس مع توسع الأوردة.
- -التهاب الجلد حول الفم: يشبه إلى حد ما الوردية، الإناث أكثر عرضة بالذكور بالإصابة بهذا المرض والاعمار تكون ما بين 20 و60 سنة.
- -التهاب الجلد العصبي: أو حزاز بسيط مزمن. وهو اضطراب يصيب الجلد ويحدث نتيجة الحك المستمر للجلد، ويظهر عادةً في، فروة الرأس، الرقبة، الرسغ، الذراع، الكاحل.

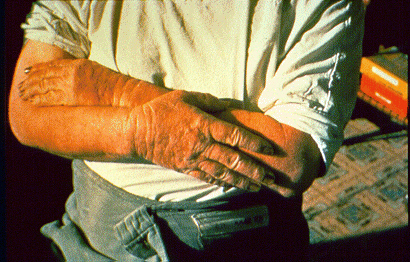
التهاب الجلد بعد التعرض للكيروسين

## الأسباب
ينشأ من ملامسة الجلد لمختلف المواد الحيوانية والنباتية والكيميائية والفيزيائية ومن التهيج الميكانيكي وسوء التغذية، وبعض الأمراض المعدية أي مواد قد تسبب حساسية، أو غير معروفة السبب. وأهم أشكال التهاب الجلد؛ هو التهاب الجلد اللماس، وهو نوعان؛ التهاب الجلد اللماسي الآرجي، والتهاب الجلد الابتدائي (التهيج).

## الأعراض
أعراض التهاب الجلد تشمل:
- الحكة
- الاحمرار
- التقشر
- ظهور فقاعات
- رشوحاً مائية وتشققات
- غير ذلك من التغيرات التي تظهر على الجلد.

## العلاج
ويتم العلاج من التهاب الجلد وفقا لذلك مع قضية معينة من المرض. الكريمات التي تحتوي على الكورتيزون، كمادات رطبة وتجنب المواد المثيرة للحساسية والمهيجات هي جزء من معظم خطط العلاج. لبعض أنواع التهاب الجلد، الأدوية المسكنة تساعد في تخفيف أعراض وعلامات. وبالنسبة لجميع أنواع التهاب الجلد، واستخدام أكثر من عرضية من دون وصفة طبية مضادات الهستامين يمكن أن تقلل من الحكة.

## معرض صور

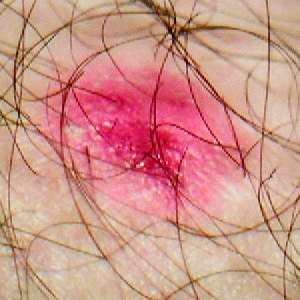
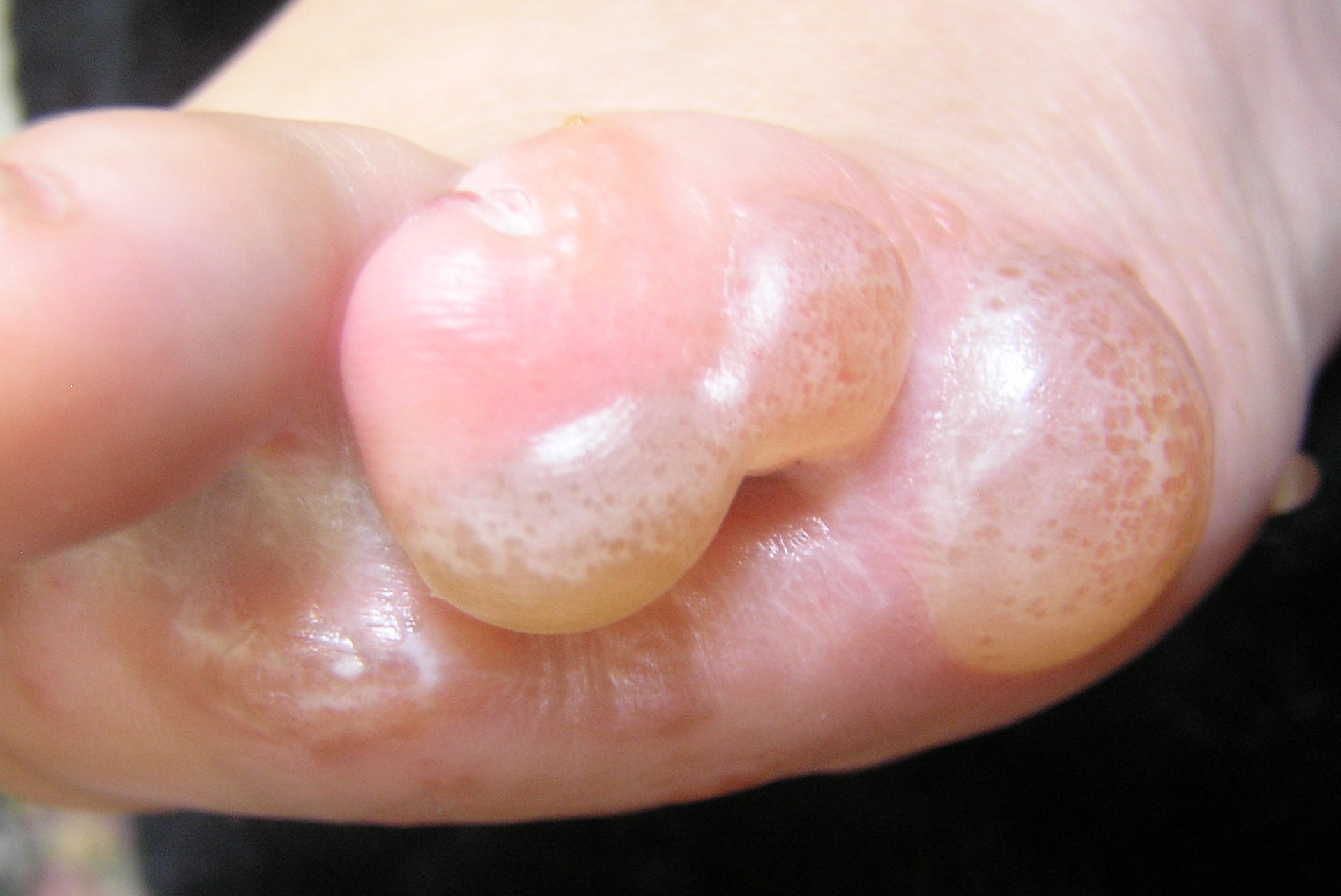
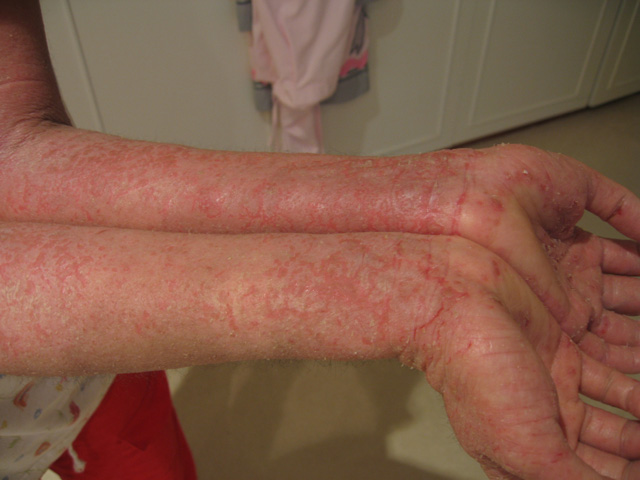
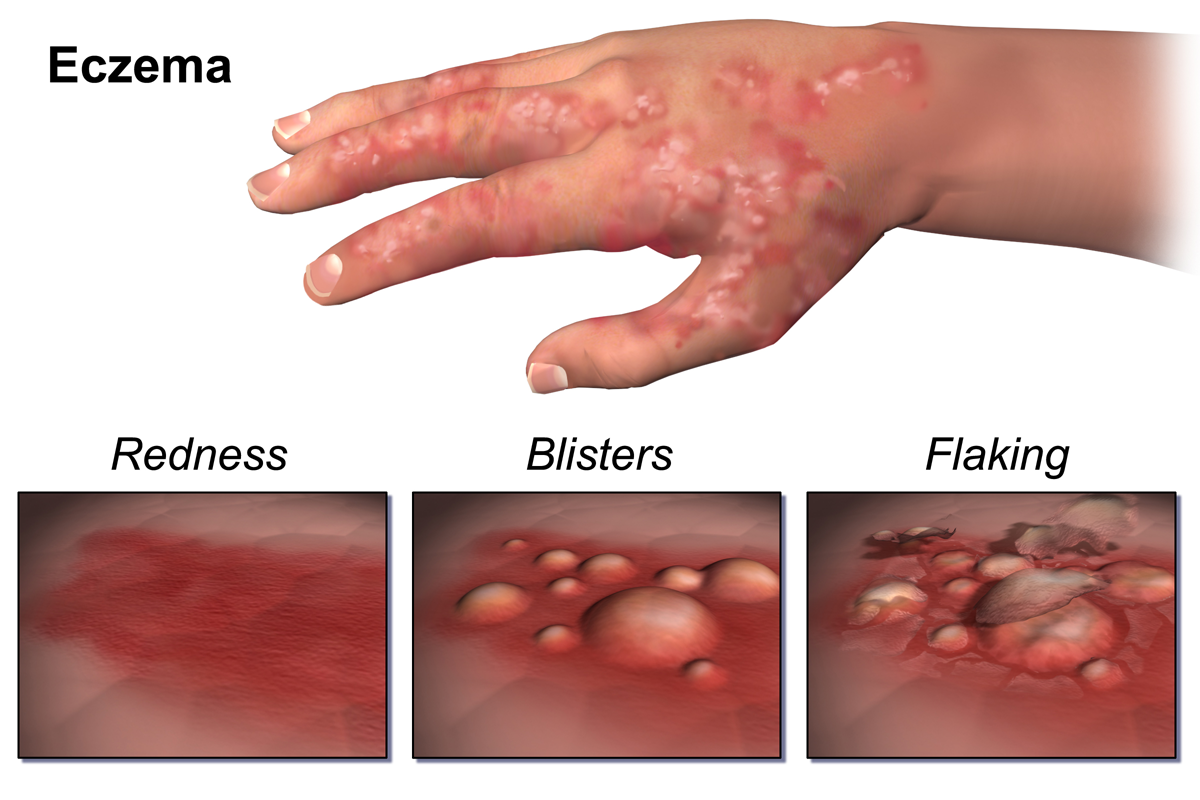